# ماس هارت
ماس هارت (انگلیسی: Moss Hart؛ ‏۲۴ اکتبر ۱۹۰۴ – ۲۰ دسامبر ۱۹۶۱) فیلم‌نامه‌نویس اهل ایالات متحده آمریکا بود.
از فیلم‌هایی که وی در آن‌ها نقش داشته است، می‌توان به مرا ستاره کن،  اشاره نمود.